# Il faut croire en demain/Caro mio/Le matin de l'adieu/Non tornar mai
Il faut croire en demain/Caro mio/Le matin de l'adieu/Non tornar mai è un extended play della cantante italiana Iva Zanicchi, pubblicato per il mercato francese nel 1966.

## Tracce
Lato A
- Il faut croire en demain (Io ti darò di più) - 2:59 - (Remigi - Adattamento francese: J. Chaumelle)
- Caro mio - 2:08 - (Trapani - Lange - Misselvia)

Lato B
- Le matin de l'adieu (La notte dell'addio) - 3:57 - (Remigi - Adattamento francese: D. Faure)
- Non tornar mai - 2:20 - (Bardotti - Russel)